# Kleinere prosaische Schriften

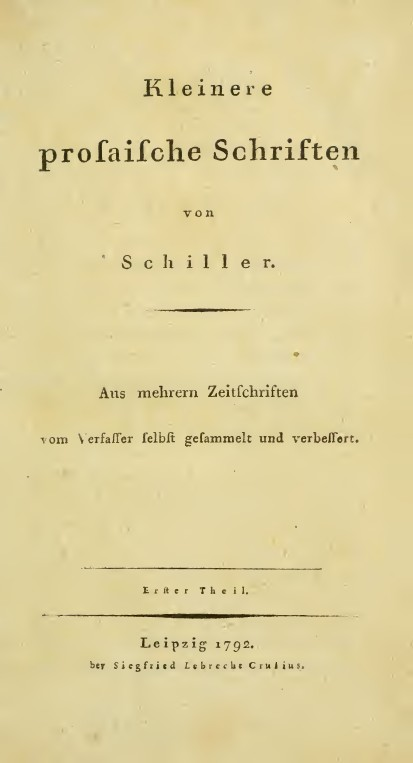
Kleinere prosaische Schriften, 1792

Die Sammlung kleiner prosaischer Werke Schillers ist eine Abhandlung der Briefe Über die ästhetische Erziehung des Menschen. Sie ist im dritten Teil von Kleinere prosaische Schriften 1801 erschienen.

## Weitere philosophische Schriften Schillers
- Kallias-Briefe
- Kallias oder Über die Schönheit
- Augustenburger Briefe
- Über die ästhetische Erziehung des Menschen
- Über Anmut und Würde
- Die Horen
- Über naive und sentimentalische Dichtung
- Philosophische Briefe
- Der Spaziergang unter den Linden
- Der Verbrecher aus verlorener Ehre[1]
- Was heißt und zu welchem Ende studiert man Universalgeschichte?[2]

## Notizen
1. ↑  Als Hörspiel bearbeitet auf einer CD unter dem Titel "Kleinere prosaische Schriften", mit Walter Richter, Curt Elwenspoek, Georg Eberhardt-König, Hans Walther-Deppisch u. a. Bibliotheca Anna Amalia, bei: Der Audio Verlag 2007, gesamt 74 Min. Produktion Süddeutscher Rundfunk 1953, ISBN 978-3-89813-635-8
2. ↑  Lesung dieses Textes auf derselben CD, Stimme Leopold Lindtberg,ganze CD mit 14 Tracks